# Konstantin Aleksandrov
Konstantin Aleksandrov (Pietrogrado, 7 luglio 1920 – 15 agosto 1987) è stato un velista sovietico.

## Biografia
Ha rappresentato l'Unione Sovietica a quattro edizioni dei Giochi olimpici estivi: Helsinki 1952, Melbourne 1956, Tokyo 1964 e Città del Messico 1968, senza mai riuscire a vincere medaglie.